# Валльгаузен (Баден-Вюртемберг)
Валльгаузен (нім. Wallhausen) — громада в Німеччині, знаходиться в землі Баден-Вюртемберг. Підпорядковується адміністративному округу Штутгарт. Входить до складу району Швебіш-Галль.
Площа — 25,47 км2. Населення становить 3730 ос. (станом на 31 грудня 2020).